# Darrow Hooper
Darrow Hooper (Fort Worth, 30 de enero de 1932 - 19 de agosto de 2018) fue un lanzador de bala estadounidense que llegó a ser subcampeón olímpico en 1952.

## Carrera deportiva
En los JJ. OO. de Helsinki 1952 ganó la medalla de plata en el lanzamiento de peso, con una marca de 17.39 metros, siendo superado por su paisano Parry O'Brien (oro con 17.41 m) y por delante de otro compatriota Jim Fuchs (bronce con 17.06 m).